# Angle de visió

Diagrama de rajos amb el concepte d'angle de visió.

L'angle de visió d'una càmera en horitzontal, vertical i diagonal.

En fotografia, l'angle de visió (AOV, acrònim d'angle of view) és l'obertura angular capaç de captar una càmera o, en altres paraules, l'angle que permet capturar l'objecte més gran, la imatge del qual cap en el sensor o pel·lícula fotogràfica. L'angle de visió depèn de la distància focal de la lent i de les dimensions del dispositiu de captura d'imatge (format del sensor d'imatge o format de la pel·lícula fotogràfica). Amb un mateix element de captura, com més gran és la distància focal, menor és l'angle de visió; i viceversa.
El terme angle de visió s'utilitza de manera intercanviable a camp de visió (FOV, acrònim de field of view), que és més general. En la indústria òptica, s'usa amb més freqüència camp de visió, tot i que les mesures s'expressen igualment en angles.
És important distingir l'angle de visió de l'angle de cobertura, que descriu l'obertura angular que una lent pot captar. Típicament el cercle d'il·luminació produït per una lent és prou gran per cobrir la pel·lícula o sensor completament, possiblement incloent vinyetatge a les vores. Si l'angle de cobertura de la lent no omple el sensor, el cercle d'il·luminació serà visible, habitualment amb un vinyetatge marcat a les vores, i l'angle de visió real serà limitat per l'angle de cobertura.

## Calcular l'angle de visió

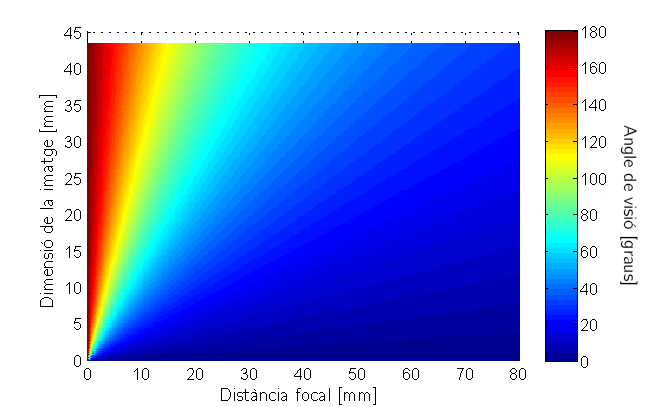
Aquesta gràfica indica l'angle de visió d'una càmera, segons la distància focal de la lent i una de les dimensions de la imatge.

L'angle de visió {\displaystyle \alpha } d'una lent rectilínia amb el focus a l'infinit es calcula a partir d'una de les dimensions del sensor o pel·lícula (en horitzontal, vertical o diagonal) {\displaystyle d} i de la distància focal de la lent {\displaystyle f}, amb la fórmula següent (vegeu l'origen de la fórmula): 
(1) {\displaystyle \alpha =2\arctan {\frac {d}{2f}}}.
Ja que es tracta d'una funció trigonomètrica, l'angle de visió no varia prou linealment a la distància focal recíproca. Per això, amb excepció de les lents gran angulars, és raonable aproximar {\displaystyle \alpha \approx {\frac {d}{f}}[rad]}.
Quan la lent s'enfoca a un objecte més proper que l'infinit, la distància entre la lent i el sensor incrementa (respecte a la mateixa lent enfocada a l'infinit). En conseqüència, la imatge projectada al pla focal és major, i el sensor només capta la porció central. En aquest cas, la fórmula per calcular l'angle de visió es corregeix tenint en compte la magnificació.
L'angle de visió {\displaystyle \alpha } d'una lent rectilínia quan el focus no és a l'infinit —a diferència de la fórmula anterior, aquesta té en compte el factor de magnificació {\displaystyle m}— es calcula amb la fórmula següent (vegeu l'origen de la fórmula): 
(2) {\displaystyle \alpha =2\arctan {\frac {d}{2f(1+m)}}} .
De la fórmula anterior, es deriva que amb una magnificació gran, una lent amb una distància focal relativament curta produeix un angle de visió bastant estret, en comparació amb l'angle de visió d'un teleobjectiu enfocat a l'infinit. Es dedueix també que al voltant del rang de magnificació òptim d'una lent, la imatge enregistrada utilitza només una porció central molt petita del cercle d'imatge generat per la lent.
L'angle de visió es pot mesurar en horitzontal, vertical o diagonal. Tot i que habitualment es mesura en diagonal. La direcció dependrà de la dimensió de la imatge que utilitzem en calcular l'angle:
- horitzontal, de la vora esquerra a la vora dreta del marc de la imatge,
- vertical, de dalt a baix del marc de la imatge
- diagonal, des d'una cantonada a la cantonada oposada del marc de la imatge.

Els càlculs per a lents no rectilínies són molt més complexes i en la majoria dels casos pràctics no són útils (en el cas d'una lent amb distorsió, com una lent d'ull de peix, una lent més llarga amb distorsió pot tenir un angle de visió més ampli que una lent més curta amb baixa distorsió).

### En macrofotografia
En macrofotografia, la distància focal efectiva {\displaystyle f} i la distància focal establerta {\displaystyle F} de la lent és força diferent, ja que la distància entre l'objecte i la lent és similar a la distància focal. És per això, que en aquest cas s'utilitza la fórmula (2).
A més a més, en macrofotografia entra en joc un segon efecte, l'asimetria de la lent (una lent asimètrica és una lent que mostra una apertura amb dimensions diferents quan es veu des de davant o des de darrere). L'asimetria de les lents causa una compensació entre el pla nodal i la posició de l'obertura. L'efecte es quantifica amb la raó {\displaystyle P} entre el diàmetre aparent de l'obertura de sortida i el diàmetre de l'obertura d'entrada. La fórmula completa per l'angle de visió és la següent:
{\displaystyle \alpha =2\arctan {\frac {d}{2F\cdot (1+m/P)}}}.

### Exemple
Considerem una càmera amb una pel·lícula de 35 mm amb una lent de distància focal {\displaystyle F=50mm}. El format d'imatge és 36 mm x 24 mm (horitzontal per vertical), amb una diagonal de 43,3 mm. Aleshores, per a calcular l'angle de visió en horitzontal utilitzarem {\displaystyle d=36mm}, en vertical {\displaystyle d=24mm} i en diagonal {\displaystyle d=43,3mm}.
Així doncs, l'angle de visió de la càmera amb el focus a l'infinit és
{\displaystyle \alpha =2\arctan {\frac {36}{2\cdot 50}}\approx 39.6^{\circ }} en horitzontal, {\displaystyle \alpha =2\arctan {\frac {24}{2\cdot 50}}\approx 27.0^{\circ }} en vertical i {\displaystyle \alpha =2\arctan {\frac {43,3}{2\cdot 50}}\approx 46.8^{\circ }}en diagonal.
En canvi, quan el focus de la lent no és a l'infinit, i presenta un factor de magnificació {\displaystyle m=1}. L'angle de visió de la càmera és 
{\displaystyle \alpha =2\arctan {\frac {43,3}{2\cdot 50(1+1)}}\thickapprox 24,43^{\circ }} en diagonal.

### Origen de la fórmula de l'angle de visió
Considerem una càmera que consta d'una lent rectilínia i que fotografia un objecte a una distància {\displaystyle S_{1}} de la lent. La imatge corresponent a l'objecte, amb una dimensió {\displaystyle d}, es forma a una distància {\displaystyle S_{2}} de la lent. {\displaystyle \alpha /2} és l'angle entre l'eix òptic de la lent i el raig que intersecta el límit de la pel·lícula o sensor.
En aquest diagrama, {\displaystyle \alpha } és l'angle de visió, ja que és l'angle que permet que l'objecte més gran formi una imatge que tingui cabuda en la pel·lícula o el sensor. Per a obtenir {\displaystyle \alpha }, utilitzem la relació entre:
- l'angle {\displaystyle \alpha /2},
- el catet oposat {\displaystyle d/2},
- el catet adjacent {\displaystyle S_{2}}.

Usant trigonometria bàsica (amb la definició de tangent) trobem
{\displaystyle \tan(\alpha /2)={\frac {d/2}{S_{2}}}}
d'on podem obtenir {\displaystyle \alpha },
{\displaystyle \alpha =2\arctan {\frac {d}{2S_{2}}}}
En el cas de què la lent projecti un objecte distant, ajustant el focus de la lent a l'infinit, {\displaystyle S_{2}} és igual a la distància focal {\displaystyle F}. Aleshores, l'angle de visió ve donat per:
{\displaystyle \alpha =2\arctan {\frac {d}{2f}}} .
L'angle de visió varia lleugerament quan el focus no és a l'infinit (vegeu respiració (lents)), ja que {\displaystyle S_{2}\neq F}. Per tant, la fórmula per calcular l'angle de visió es modifica de la següent manera:
A partir de l'equació de lents primes, 
{\displaystyle {\frac {1}{F}}={\frac {1}{S_{1}}}+{\frac {1}{S_{2}}}}
i usant la definició de magnificació, {\displaystyle m=S_{2}/S_{1}}, substituïm {\displaystyle S_{1}} i apliquem operacions algebraiques fins a obtenir que
{\displaystyle S_{2}=F\cdot (1+m)}.
Aleshores, definim {\displaystyle f=S_{2}} com la distància focal efectiva. Finalment, obtenim la fórmula d'angle de visió següent:
{\displaystyle \alpha =2\arctan {\frac {d}{2f(1+m)}}} .

### Altres formes d'obtenir l'angle de visió
L'angle de visió també es pot obtenir a partir de taules de FOV o calculadores específiques (com el programa CCTV).

## Mesurar l'angle de visió

Esquema d'un col·limador, aparell òptic utilitzat per mesurar el FOV d'una càmera.

Es realitza un test per mesurar el FOV horitzontal i vertical d'una càmera, quan la distància focal o les dimensions de la imatge es desconeixen. En altres paraules, quan no es pot fer el càlcul de l'angle de visió explicat més a dalt, perquè no disposem d'informació sobre les característiques de la lent i el sensor. Tot i que aquest és un mètode típic que la indústria òptica utilitza per mesurar el FOV, existeixen altres mètodes possibles.
Els tests òptics s'utilitzen habitualment per mesurar el FOV de les càmeres en l'espectre electromagnètic: ultraviolat, visible i infraroig (longituds d'ona de 0.1–20 µm).
La llum visible i ultraviolada generada per una esfera integradora (o formada per un altre font com un cos negre) es concentra al blanc (un rectangle situat al pla focal) d'un col·limador (els miralls del diagrama), de tal manera que la imatge virtual objectiu es vegi infinitament lluny per la càmera que s'examina. La càmera examinada capta una imatge real de la imatge virtual, i aquesta imatge captada es visualitza en un monitor.

Imatge capturada per la càmera que s'examina visualitzada a través del monitor.

La imatge capturada, que inclou el blanc (zona on s'adreça la imatge), es visualitza en un monitor, on es pot mesurar. Les dimensions de la imatge sencera visualitzada i la posició de la imatge objectiu es determinen mesurant-les (les mesures són habitualment en píxels, però poden ser també en centímetres o polsades).
{\displaystyle D} = dimensions de la imatge sencera
{\displaystyle d} = dimensions de la imatge objectiu
La imatge virtual llunyana del blanc, forma un angle concret. Aquest fa referència a l'extenció angular del blanc, que depèn de la distància focal del col·limador i les dimensions del blanc. Suposant que la imatge capturada inclou el blanc sencer, l'angle vist per la càmera (el seu FOV) és la extensió angular del blanc multiplicat per la proporció de les dimensions de la imatge sencera respecte les dimensions de la imatge objectiu.
L'extensió angular del blanc és:
{\displaystyle \alpha =2\arctan {\frac {L}{2f_{c}}}}
on {\displaystyle L} és la dimensió del blanc i {\displaystyle f_{c}} és la distància focal del col·limador.
El camp de visió total és aproximadament:
{\displaystyle \mathrm {FOV} =\alpha {\frac {D}{d}}}
o més precisament, si el sistema d'imatge és rectilini:
{\displaystyle \mathrm {FOV} =2\arctan {\frac {LD}{2f_{c}d}}}
Aquest càlcul pot donar el FOV horitzontal o vertical, depenent de les mesures que es prenguin del blanc i la imatge.

## Efectes en la perspectiva
L'angle de visió té un efecte directe en la perspectiva, una lent gran angular forma un fons més distant i encongit, mentre que una lent amb distància focal major acosta el subjecte al fons. En altres paraules, si mantenim la magnificació de l'objecte constant (i per tant, variem la distància entre l'objecte i la càmera), les lents amb distància focal major redueixen la distància entre els objectes, mentre que lents més angulars expandeixen la distància entre els objectes. Aquest efecte es pot apreciar en la imatge següent:

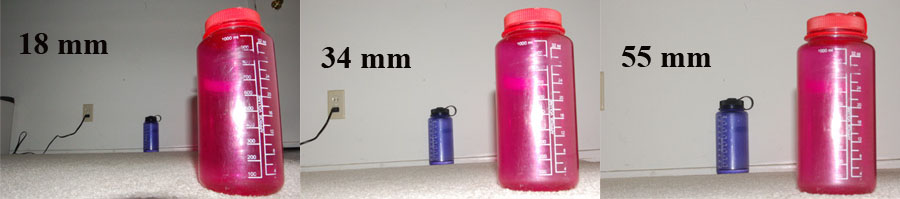
Aquesta imatge mostra com la variació de la distància focal (amb el mateix format d'imatge) afecta la perspectiva. Com més petita és la distància focal i major l'angle de visió, la distorsió de la perspectiva i diferència de mida augmenta.

Dues lents amb distàncies focals diferents requereixen una distància diferent entre l'objecte i la càmera per preservar la mida de l'objecte. Per tant, canviar l'angle de visió pot canviar indirectament la distorsió de la perspectiva: variant la mida relativa de l'objecte i el fons.

Un altre efecte que tenen les lents angulars és una major distorsió de la perspectiva quan la càmera no és alineada perpendicularment a l'objecte: les línies paral·leles convergeixen de la mateixa manera que amb lents normals, però convergeixen més degut a un camp més obert. Per exemple, els edificis sembla que caiguin endarrere molt més bruscament quan la càmera es posiciona de forma ascendent des del nivell de terra, que si es fotografia amb una lent normal a la mateixa distància de l'edifici.

En aquesta simulació, es canvia l'angle de visió i la distància de la càmera a l'objecte mentre que la imatge de l'objecte es manté al mateix lloc del quadre. En distàncies properes a l'infinit, els raigs de llum són gairebé paral·lels, donant una imatge aplanada. En distàncies menors i angles de visió majors, els objectes es veuen en escorç.

## Tipus de lents segons l'angle de visió
Les lents rectilínies —també anomenades objectius— es classifiquen habitualment a partir de l'angle de visió que presenten quan es munten en una càmera amb format d'imatge de 35 mm (o bé, DSLR full-frame, que tenen un sensor de dimensions iguals).
- Objectiu ull de peix, la distància focal és típicament entre 6 mm i 10 mm per imatges circulars, presenten un angle de visió de fins a 180 °, o més.
  - Els objectius ull de peix circulars són un clar exemple de lents que tenen un angle de cobertura menor a l'angle de visió. La imatge projectada al sensor és circular perquè el diàmetre de la imatge projectada és més estret que el que cal per cobrir la part més ampla del sensor.
- Objectiu gran angular, lents amb distància focal menor a 24 mm. Amb una distància focal de 14 mm l'angle de visió és de 114 º i amb 24 mm és 84 º.
- Objectiu angular, amb distàncies focals d'entre 24 mm i 35 mm, presenta un angle de visió d'entre 84 º i 64 º.
- Objectiu normal, amb distàncies focals d'entre 36 mm i 60 mm, presenta un angle de visió d'entre 62 º i 40 º.
- Objectiu tele (qualsevol lent amb una distància focal major que la diagonal del format d'imatge),[9] generalment presenten un angle de visió de 35 º o menor.[10] En el llenguatge d'ús comú es distingeixen subtipus de teleobjectius:[11]
  - Teleobjectiu mitjà, amb una distància focal d'entre 85 mm i 135 mm, l'angle de visió és entre 30 º i 10 º.[12]
  - Teleobjectiu llarg, amb distàncies focals per sobre de 300 mm, solen presentar un angle de visió d'entre 8 º i menys d'1 º.[12]
- Objectiu zoom, és un cas especial en el qual la distància focal pot variar i, en conseqüència, el seu angle de visió també varia.

La següent taula classifica les lents (fent ús d'un format d'imatge de 35 mm) a partir de la distància focal de la lent i el seu angle de visió corresponent.
| Tipus d'objectiu | Distància focal (mm) | Angle de visió en diagonal (º) |
| ---------------- | -------------------- | ------------------------------ |
| Ull de peix      | 6-10                 | 220-180                        |
| Gran angular     | 20-24                | 94-84                          |
| Angular          | 28-35                | 75-62                          |
| Normal           | 40-55                | 56-43                          |
| Tele curt        | 75-105               | 37-23                          |
| Tele mitjà       | 120-200              | 21-12                          |
| Tele llarg       | 300-500              | 8-5                            |

### Exemples
Aquest exemple mostra com canvia l'angle de visió d'una càmera depenent de la distància focal de l'objectiu.
|  |  |
|  |  |

## Angles de visió per cada distància focal en format d'imatge de 35 mm
Aquesta taula mostra els angles de visió diagonal, vertical i horitzontal (en graus) per lents rectilínies quan s'utilitza un format d'imatge de pel·lícula de 35 mm (o bé, DSLR full-frame que tenen igual format), amb unes dimensions de 26 mm en horitzontal, 24 mm en vertical i 35 en diagonal. Sovint les càmeres compactes digitals indiquen la distància focal del seu objectiu amb l'equivalència al format 35 mm, en aquests casos es pot utilitzar aquesta mateixa taula.
En comparació, el sistema visual humà percep un angle de visió de 140º per 80º.
| Distància focal (mm) | Diagonal (°) | Vertical (°) | Horitzontal (°) |
| -------------------- | ------------ | ------------ | --------------- |
| 0                    | 180.0        | 180.0        | 180.0           |
| 2                    | 169.4        | 161.1        | 166.9           |
| 12                   | 122.0        | 90.0         | 111.1           |
| 14                   | 114.2        | 81.2         | 102.7           |
| 16                   | 107.1        | 73.9         | 95.1            |
| 20                   | 94.5         | 61.9         | 82.4            |
| 24                   | 84.1         | 53.1         | 73.7            |
| 35                   | 63.4         | 37.8         | 54.4            |
| 50                   | 46.8         | 27.0         | 39.6            |
| 70                   | 34.4         | 19.5         | 28.8            |
| 85                   | 28.6         | 16.1         | 23.9            |
| 105                  | 23.3         | 13.0         | 19.5            |
| 200                  | 12.4         | 6.87         | 10.3            |
| 300                  | 8.25         | 4.58         | 6.87            |
| 400                  | 6.19         | 3.44         | 5.15            |
| 500                  | 4.96         | 2.75         | 4.12            |
| 600                  | 4.13         | 2.29         | 3.44            |
| 700                  | 3.54         | 1.96         | 2.95            |
| 800                  | 3.10         | 1.72         | 2.58            |
| 1200                 | 2.07         | 1.15         | 1.72            |

## Factor de distància focal
Tal com s'ha explicat, l'angle de visió d'una càmera no només depèn de la lent, també de les dimensions del sensor utilitzat. Els sensors digitals solen ser més petits que les pel·lícules de 35 mm, provocant que les lents es comportin generalment com si comptessin amb una distància focal major i, en conseqüència, presenten un angle de visió més estret. Aquesta diferència es determina amb un factor constant per a cada sensor, anomenat factor de distància focal.
En càmeres digitals ordinàries, el factor de distància focal pot anar des d'1 (càmeres DSLR professionals), 1.6 (DSLR de gamma mitja), 2 (Micro Quatre Tercis), 4 (càmeres compactes) a 6 (la majoria de càmeres compactes).
Per exemple, un objectiu de 50 mm per una pel·lícula de 35 mm actua igual que en una càmera DSLR professional, però actua més com un objectiu de 80 mm quan es munta en moltes DSLR de gamma mitja. També, l'angle de visió de 40º en un objectiu de 50mm muntat en una càmera de 35 mm, és equivalent a 28–35 mm en moltes DSLR.

## Cinema i videojocs
Modificar l'angle de visió en el temps (fer zoom), és una tècnica cinemàtica força utilitzada. Sovint es combina amb un moviment de càmera per produir l'efecte de tràveling compensat (o en anglès dolly zoom).
Utilitzar un angle de visió gran pot exagerar la impressió de velocitat, i és una tècnica comú en tràvelings, phantom rides, i videojocs de curses. Vegeu Camp de visió en videojocs.